# Hugh Alexander Kennedy
Hugh Alexander Kennedy (Madras, 22 agosto 1809 – Reading, 22 ottobre 1878) è stato uno scacchista britannico.
Era un capitano dell'esercito inglese e perciò era chiamato negli ambienti scacchistici "il Capitano Kennedy". Nel 1843 fondò il Brighton Chess Club, tuttora esistente. Il club attirò giocatori di alto livello come Howard Staunton e Henry Thomas Buckle, che vi giocarono molte partite poco prima della partenza di Staunton per Parigi, dove avrebbe incontrato Pierre de Saint Amant. 
Nel 1844 perse un match contro Staunton (+3 –8). L'anno successivo lui e Staunton giocarono due partite per telegrafo da Brighton contro un gruppo di giocatori di Londra che comprendeva Buckle, George Walker e William Evans. Il primo match cominciò il 9 aprile e venne definito da Staunton e Kennedy il primo match telegrafico, ma è accertato che se ne svolse uno (probabilmente il primo) il 5 dicembre 1844 tra il club di Baltimora e quello di Washington.
Nel 1846 perse un match contro Elijah Williams (+2 –4 =0) e nel 1849 perse di misura contro Edward Lowe (+6 -7 =1). Nel 1851 partecipò al torneo di Londra, il primo torneo internazionale della storia degli scacchi. Al primo turno vinse 2-0 contro Carl Mayet, ma nel secondo turno perse contro Marmaduke Wyvill (+3 –4 =1). Nel match per il 5º-6º posto perse contro József Szén 0,5-3,5. 
Durante un giorno di riposo del torneo di Londra 1862 partecipò ad un match per telegrafo tra il St. James Club e il London Club. Kennedy giocava per il St. James Club ed ebbe come avversario Serafino Dubois. Le partite furono sospese a mezzanotte e ufficialmente non ebbero alcun esito, ma al momento della sospensione la posizione era chiaramente di vittoria per Dubois.
Nel 1862 pubblicò il libro Waifs and Strays, Chiefly from the Chess-Board, che ebbe una seconda edizione nel 1876.
Fu presidente dei circoli di Bath e di Bristol e vicepresidente della British Chess Association (BCA), che organizzò i primi campionati britannici.